# Dufourea linanthi
Dufourea linanthi är en biart som beskrevs av Timberlake 1939. Dufourea linanthi ingår i släktet solbin, och familjen vägbin. Inga underarter finns listade i Catalogue of Life.